# Прудиус, Олег Александрович
Олег Александрович Пру́диус (укр. Олег Олександрович Прудіус, англ. Oleg Oleksandrovych Prudius, род. 27 апреля 1979, Киев) — украинский и американский рестлер и актёр, более известный под именем Владимир Козлов. Наиболее известен по своей работе в WWE, где он был командным чемпионом WWE вместе с Сантино Мареллой. После завершения карьеры под своим настоящим именем работал в Impact Wrestling как русскоязычный комментатор, где в октябре 2023 года вернулся на ринг.
Прудиус тренировался вольной борьбе, регби, американскому футболу, самбо, кикбоксингу, дзюдо, джиу-джитсу, бразильскому джиу-джитсу и смешанным единоборствам.
В 2006 году Прудиус подписал контракт с World Wrestling Entertainment и был направлен в систему развития WWE, Deep South Wrestling. Позже его перевели в Ohio Valley Wrestling, где он выиграл чемпионством OVW в тяжёлом весе. Он дебютировал на SmackDown под именем Владимир Козлов 4 апреля 2008 года. В течение первых нескольких месяцев на SmackDown его сильно продвигали, включая чистую победу над Гробовщиком. На Survivor Series 2008 года Козлов встретился с Трипл Эйчем и Эджем в матче за звание чемпиона WWE, но проиграл. В конце 2008 года он получил награду Slammy Award от WWE как «Прорывная звезда года». Однако в голосовании за награды независимого издания Wrestling Observer Newsletter Козлов был признан самым переоценённым рестлером года, а его матч на Survivor Series был признан худшим матчем года. В 2009 году Козлов был назначен на третий бренд WWE, ECW, где он работал в команде с Уильямом Ригалом и Иезекиилем Джексоном. После того как бренд ECW был распущен, он был назначен на Raw и основал команду с Сантино Мареллой, выиграв командное чемпионство WWE. Прудиус покинул WWE в 2011 году.
Прудиус также работал как актёр на сцене и экране, в частности, сыграл небольшую роль в фильме Спайка Ли «25-й час» и эпизодическую роль во втором сезоне сериала HBO «Прослушка». Прудиус также сыграл роль в фильме «Грайндхаус», появившись в трейлере «Женщины-оборотни из СС». Прудиус был первым украинцем, когда-либо выступавшим в WWE.

## До рестлинга
Прудиус добился многочисленных достижений, став чемпионом Открытого чемпионата США по самбо в супертяжёлом весе 2005 года и чемпионом Международной ассоциации кикбоксинга США (USKBA) по грэпплингу в супертяжёлом весе. Помимо этого, выступал за сборную Украины по американскому футболу, а также за городской колледж Санта-Барбары.

## Карьера в рестлинге

### World Wrestling Entertainment/WWE

#### Deep South Wrestling и Ohio Valley Wrestling (2006—2008)
17 января 2006 года World Wrestling Entertainment (WWE) объявила, что Прудиус подписал контракт на развитие и был направлен в Deep South Wrestling (DSW). 7 апреля 2006 года он дебютировал под своим настоящим именем и провёл свой первый матч в DSW против Бобби Уокера.

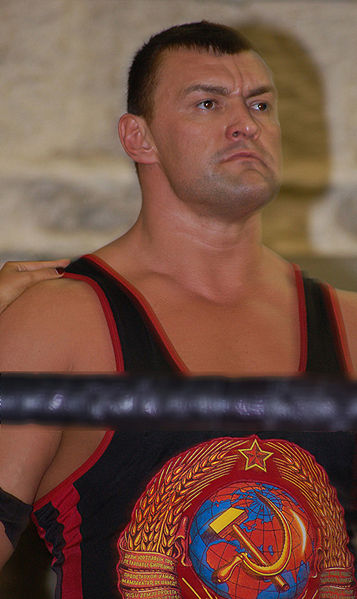
Прудиус в августе 2007 года

5 мая 2006 года Прудиус провёл свой первый матч в WWE во время домашнего шоу в Сан-Хосе, Калифорния, победив Роба Конвея. На следующий вечер, на другом домашнем шоу в Сакраменто, Калифорния, Мэтт Страйкер выступил против Прудиуса, назвав его «грязным иммигрантом», в результате чего Прудиус напал на него. Затем Прудиус взял микрофон и сказал, что он «гордится тем, что он в Америке».
На эпизоде Raw от 18 декабря 2006 года Прудиус появился в качестве нового рестлера WWE по имени Владимир Козлов или «Московский мучитель», что стало его именем. В течение следующих нескольких недель Козлов давал интервью в программах WWE, провозглашая свою любовь к «Добл-Добл-И» (WWE), но также начал вызывать реакцию, заявляя о своём превосходстве над всеми рестлерами, которые соревновались в то время, говоря: «Я могу победить их обоих». Затем он был снят с телевидения более чем на год, работая в системе развития и участвуя в ряде тёмных матчей, включая один на Armageddon 2006 года, все из которых он выиграл.
28 июля 2007 года в Луисвилле, Кентукки, Козлов выиграл титул чемпиона OVW в тяжёлом весе, победив Пола Бёрчилла, но в тот же вечер отдал чемпионство Майклу В. Круэлу из-за соглашения, которое они заключили ранее.

#### Стремление к чемпионству WWE (2008—2009)
На эпизоде SmackDown от 4 апреля 2008 года Козлов официально дебютировал в WWE в качестве хила, с уникальным образом: у него не было ни вступительной музыки, ни видео на экране — его вход состоял из полной темноты, за исключением одинокого прожектора, который следовал за ним до ринга. В своём первом матче он победил Мэтта Бентли, и в последующие недели Козлов легко выиграл несколько матчей, сначала у местных рестлеров, а затем у известных имён, включая Колина Дилейни, Фунаки, Нунзио, Шеннона Мура, Джимми Ванг Янга, Джейми Ноубла и Домино. В эпизоде SmackDown от 11 июля Козлов дебютировал с вступительной темой и видеороликом, победив Стиви Ричардса.

В последующие недели, когда Козлов продолжал легко выигрывать матчи, он начал требовать «более достойных соперников». На эпизоде SmackDown от 12 сентября он начал искать такого соперника, напав на Джеффа Харди. В последующие недели Козлов продолжал нападать на Харди и чемпиона WWE Трипл Эйча, в итоге начав вражду между ними за титул чемпиона WWE. 

### Impact Wrestling (с 2021)
26 апреля 2021 года Прудий присоединился к Impact Wrestling в качестве русскоязычного комментатора через Rutube. Его дебют на шоу Rebellion 2021 года стал его первым выступлением в рестлинге за восемь лет. 17 марта 2023 года он совершил камео на экране, где воссоединился с Сантино Мареллой. На выпуске Impact Wrestling от 12 октября 2023 года Прудиус вернулся на ринг, чтобы помочь Грязному Данго в пятистороннем матче.

## Фильмография
- 25-й час
- Прослушка
- Грайндхаус
- Джон Уик 2
- Война волков 2

## Любимые приёмы
Завершающие приёмы
- Как Александр Козлов
  - «Козлок» (Кроссфейс)[16]
- Как Владимир Козлов
  - «Железный занавес»[8](Коленный чоукслэм с захватом ног)[17][18] — 2008—2011
  - «Кремлёвский хруст» (Аргентинский бекбрейкер из верхней стойки с дропом)[19][20] — 2008
  - Скуп с подъёмом, переходящий в обратный ДДТ[21][22] — 2008—2009

Коронные приёмы
- Большой ботинок (англ. Big boot)[20]
- Пушечное ядро (англ. Cannonball)[7][23][24]
- Фоллавэй-бросок (англ. Fallaway slam)[7][24]

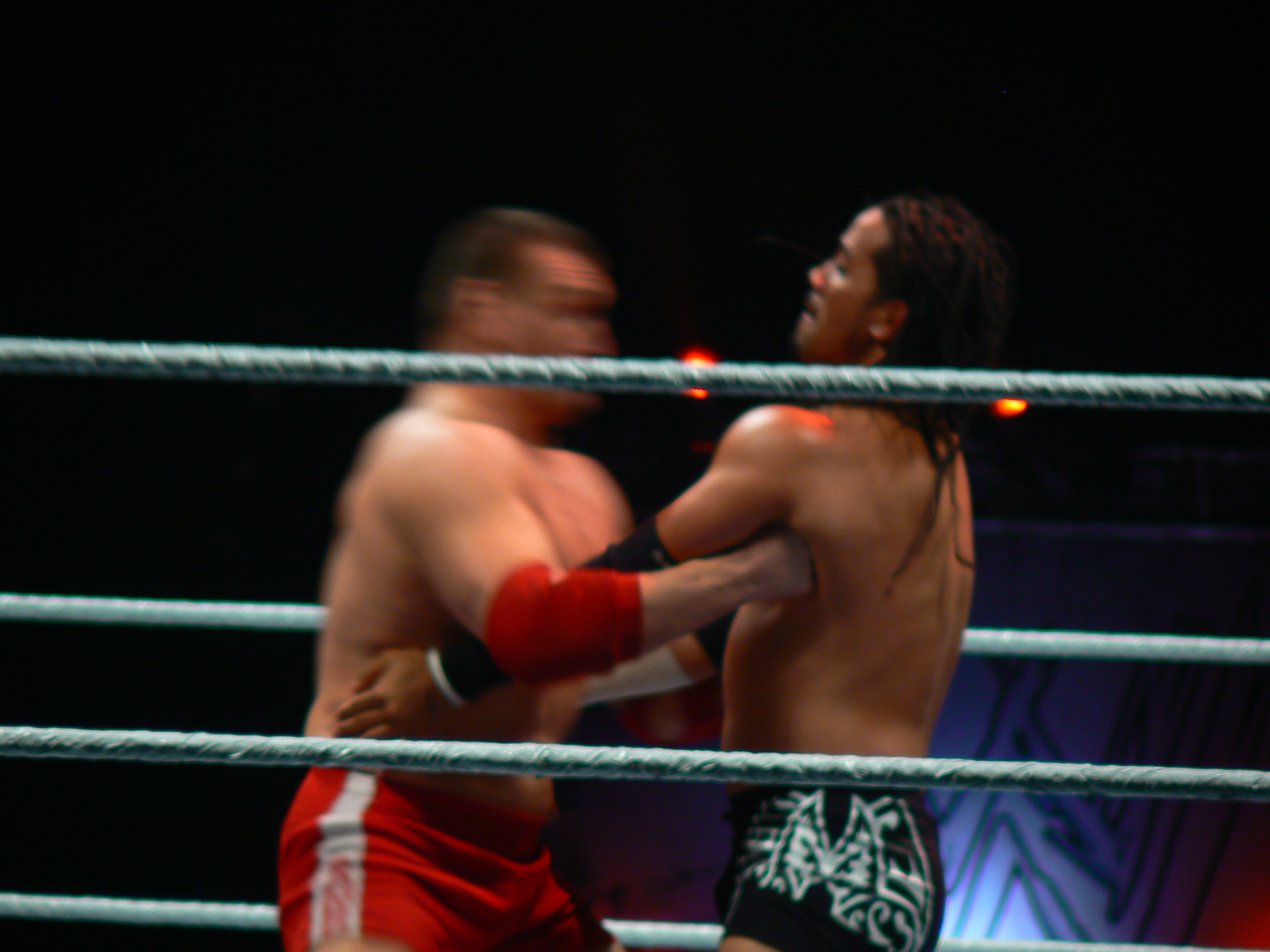
Козлов наносит удар головой в поединке с Джеем Усо

- Прямой удар ногой в грудь противника (англ. Front kick)[7][25]
- Суплекс (через голову или через бок живот-к-животу)[7][26][27]
- Скуп-пауэрслэм (англ. Scoop powerslam)[7][25]
- Удар головой в грудь противника[7][25]

### Прозвища
- «Московский Мучитель» («The Moscow Mauler»)[23][23]
- «Советская машина войны» («The Soviet War Machine»)[28][28]
- «Советский Киборг» («The Soviet Cyborg»)[29][29]

### Музыкальные темы
- «All for the Motherland» by Jim Johnston (WWE; 28 июля 2007)
- «Pain» by Jim Johnston[30] (WWE; 11 июля 2008 — 5 августа 2011)
- «La Vittoria è Mia (Victory Is Mine)» by Jim Johnston (WWE; 8 марта 2010 — 4 июля 2011; в команде с Сантино Марелла)
- «The Red Spectacles» by Kenji Kawai (IGF)

## Титулы и достижения

### Смешанные боевые искусства
- Самбо
  - Чемпион открытого чемпионата США в тяжёлом весе (2005)
- Ассоциация Кикбоксинга Соединённых Штатов (United States Kick-Boxing Association)
  - Чемпион USKBA по грэпплингу в супертяжёлом весе

### Рестлинг
- Ohio Valley Wrestling
  - Чемпион OVW в тяжёлом весе (1 раз)[31]
- Pro Wrestling Illustrated
  - PWI ставит его под № 53 в списке 500 лучших рестлеров 2009 года[32]
- World Wrestling Entertainment/WWE
  - Slammy Award — Прорывная звезда года (2008)[33]
  - Командный чемпион WWE (1 раз) — с Сантино Мареллой[34]
- Wrestling Observer Newsletter
  - Самый переоценённый рестлер года (2008)[35]
  - Худший матч года (2008) (против Трипл Эйча и Эджа на Survivor Series)